# Francesc Viñas i Reixach
Francesc Viñas i Rexach (Barcelona, 22 d'octubre de 1955 - 11 de novembre de 2017) va ser un periodista i activista català, primer director de Ràdio Estel i que va participar amb diverses iniciatives eclesials i socials com l'Oncolliga. Era conegut amb el nom de Paco Viñas.
Fill del locutor Joan Viñas i Bona de Ràdio Barcelona, es va llicenciar en enginyeria industrial a la UPC el 1972. Estudià al seminari de Barcelona i després d'exercir uns anys com a sacerdot se li concedí la secularització, es casà amb Josefina Casas el 1995 i tingué dues filles. Va participar en els inicis de Ràdio Estel primer des de la Fundació Missatge Humà i Cristià, i com a primer director de l'emissora de ràdio entre 1994 i 1995. També va ser president de l'Ampa del Col·legi Claret de Barcelona.